# Trận đảo Wake
Trận đảo Wake là một trận đánh tại Mặt trận Thái Bình Dương trong Thế chiến 2, diễn ra trên đảo Wake. Cuộc tấn công bắt đầu đồng thời với cuộc tấn công Trân Châu Cảng tại Hawaii vào sáng ngày 8 tháng 12 năm 1941 (7 tháng 12 theo giờ Hawaii), và kết thúc vào ngày 23 tháng 12 năm 1941, với việc quân Mỹ trên đảo đầu hàng. Chiến trường chính diễn ra ở phía trên và xung quanh rặng san hô được hình thành bởi đảo Wake và các đảo nhỏ của nó là quần đảo Peale và Wilkes, cuộc tấn công này được thực hiện bởi các lực lượng không quân, trên bộ và hải quân của Đế quốc Nhật Bản nhằm chống lại quân Mỹ, với Thuỷ quân Lục chiến Hoa Kỳ đóng vai trò chủ lực ở cả hai bên.
Hòn đảo nằm dưới quyền kiểm soát của người Nhật trong suốt cuộc chiến; cho đến khi đầu hàng trước quân Mỹ vào ngày 4 tháng 9 năm 1945, sau khi Nhật Bản đầu hàng Đồng minh vào ngày 2 tháng 9 năm 1945 trên chiếc Thiết giáp hạm USS Missouri tại vịnh Tokyo trước Thống tướng Hoa Kỳ Douglas MacArthur.

## Mở đầu
Vào tháng 1 năm 1941, Hải quân Hoa Kỳ đã xây dựng một căn cứ quân sự trên đảo san hô. Vào ngày 19 tháng 8, đơn vị đồn trú quân sự thường trực đầu tiên, các đơn vị của Tiểu đoàn Phòng vệ Thuỷ quân Lục chiến 1 được triển khai đến đảo Wake dưới quyền chỉ huy của Thiếu tá P.S. Devereux, với lực lượng bao gồm 450 sĩ quan và thuỷ thủ. Mặc dù diện tích của đảo san hô là tương đối nhỏ, Thuỷ quân Lục chiến không thể điều khiển tất cả các vị trí phòng thủ của họ cũng như đối với tất cả các thiết bị của họ, đặc biệt là các đơn vị radar phòng không của họ. Biệt đội Thuỷ quân Lục chiến được bổ sung thêm bởi Phi đội Tiêm kích Thuỷ quân Lục chiến VMF-211, bao gồm 12 máy bay tiêm kích F4F-3 Wildcat, do Thiếu tá Thuỷ quân Lục chiến Paul A. Putnam chỉ huy. Ngoài ra, trên đảo còn có 68 nhân viên Hải quân Hoa Kỳ và khoảng 1,221 công nhân xây dựng của Công ty Kỹ thuật Xây dựng Morrison-Knudsen. Các công nhân đã thực hiện các kế hoạch xây dựng của công ty cho hòn đảo. Hầu hết những người này đều tham gia các dự án xây dựng trước đây như dự án đập Boulder, đập Bonneville hoặc đập Grand Coulee. Còn những người còn lại thì cần việc làm và có tiền. 45 người Chamorro (người Micronesians bản địa từ Quần đảo Mariana và Guam) đã được Pan American Airways tuyển dụng tại các cơ sở của công ty trên Đảo Wake, một trong những điểm dừng của dịch vụ hàng không đổ bộ xuyên Thái Bình Dương Pan Am Clipper được khởi xướng vào năm 1935.
Thuỷ quân Lục chiến được trang bị 6 mảnh 5-inch (127 mm)/51 cal, có nguồn gốc từ Thiết giáp hạm cũ USS Texas; 12 khẩu pháo phòng không 76 mm (3 inch)/50 cal (chỉ có một điều khiển phòng không làm việc duy nhất trong số đó); 18 khẩu đại liên Browning.50 in (12.7 mm); và 30 khẩu đại liên .30 in (7.62 mm), trung liên và tiểu liên.
Vào ngày 28 tháng 11, Chỉ huy phi công hải quân Winfield S. Cunningham, đã báo cáo với Bộ Chỉ huy đảo Wake để đảm nhận quyền chỉ huy tổng thể các lực lượng Hoa Kỳ trên đảo. Ông có 10 ngày để kiểm tra hệ thống phòng thủ và đánh giá quân mình trước khi chiến sự nổ ra.
Vào ngày 6 tháng 12, Sư đoàn Tàu ngầm 27 Nhật Bản (Ro-65, Ro-66, Ro-67) xuất phát từ đảo san hô Kwajalein để tuần tra và tiến hành chiến dịch phong toả.
Ngày 7 tháng 12 là một ngày đẹp trời và đầy nắng trên đảo Wake. Chỉ một ngày trước đó, Thiếu tá Devereux tiến hành một cuộc tập trận cho lực lượng thuỷ quân lục chiến, đây là cuộc tập trận đầu tiên được thực hiện với mục đích là nhằm nâng cao khả năng phòng thủ hòn đảo. Cuộc tập trận diễn ra đủ tốt để Thiếu tá Devereux ra lệnh cho quân của mình nghỉ ngơi và dành thời gian để thư giãn, giặt giũ, viết thư, suy nghĩ, dọn dẹp, hoặc làm bất cứ điều gì họ muốn.

## Các cuộc tấn công ban đầu
Vào ngày 8 tháng 12, chỉ vài giờ sau khi nhận được tin tức về cuộc tấn công Trân Châu Cảng (Wake nằm ở phía đối diện của Đường ngày Quốc tế), 36 máy bay ném bom hạng trung Mitsubishi G3M3 của Nhật Bản đã bay từ các căn cứ trên quần đảo Marshall đã tấn công đảo Wake, phá huỷ 8 trong số 12 chiếc F4F-3 Wildcats trên mặt đất và đánh chìm chiếc Nisqually, một tàu chở hàng cũ được cải tiến thành thuyền buồm. 4 chiếc Wildcats còn lại đang tuần tra trên không, nhưng vì tầm nhìn kém nên không nhìn thấy những chiếc máy bay ném bom của Nhật Bản đang tấn công. Những chiếc Wildcats này đã bắn rơi 2 máy bay ném bom vào ngày hôm sau. Tất cả các vị trí phòng thủ của lực lượng đồn trú Thuỷ quân Lục chiến đều được giữ nguyên vẹn trong cuộc đột kích, chủ yếu nhắm vào máy bay. Trong số 55 nhân viên hàng không hải quân, có 23 người thiệt mạng và 11 người bị thương.
Sau cuộc tấn công này, các nhân viên của Pan Am đã được sơ tán, cùng với các hành khách của Philippine Clipper, một chiếc máy bay Martin 130 đi qua đã sống sót sau cuộc tấn công mà không bị hư hại. Những công nhân người Chamorro không được phép lên máy bay và bị bỏ lại phía sau.
Hai cuộc không kích khác diễn ra ngay sau đó. Trại chính trở thành mục tiêu tấn công vào ngày 9 tháng 12, phá huỷ bệnh viện dân sự và cơ sở hàng không Pan Am. Ngày hôm sau, máy bay ném bom Nhật Bản tập trung ở ngoài đảo Wilkes. Sau cuộc không kích vào ngày 9 tháng 12, 4 khẩu pháo phòng không đã được di dời trong trường hợp quân Nhật chụp ảnh các vị trí. Các bản sao bằng gỗ được dựng lên ở vị trí của chúng, và các máy bay ném bom Nhật Bản đã tấn công các vị trí mồi nhử. Một cuộc tấn công may mắn vào một kho thuốc nổ dân sự đã tạo ra một vụ nổ liên tiếp và phá huỷ kho đạn dược tại đảo Wilkes.

## Cuộc tấn công lần thứ nhất

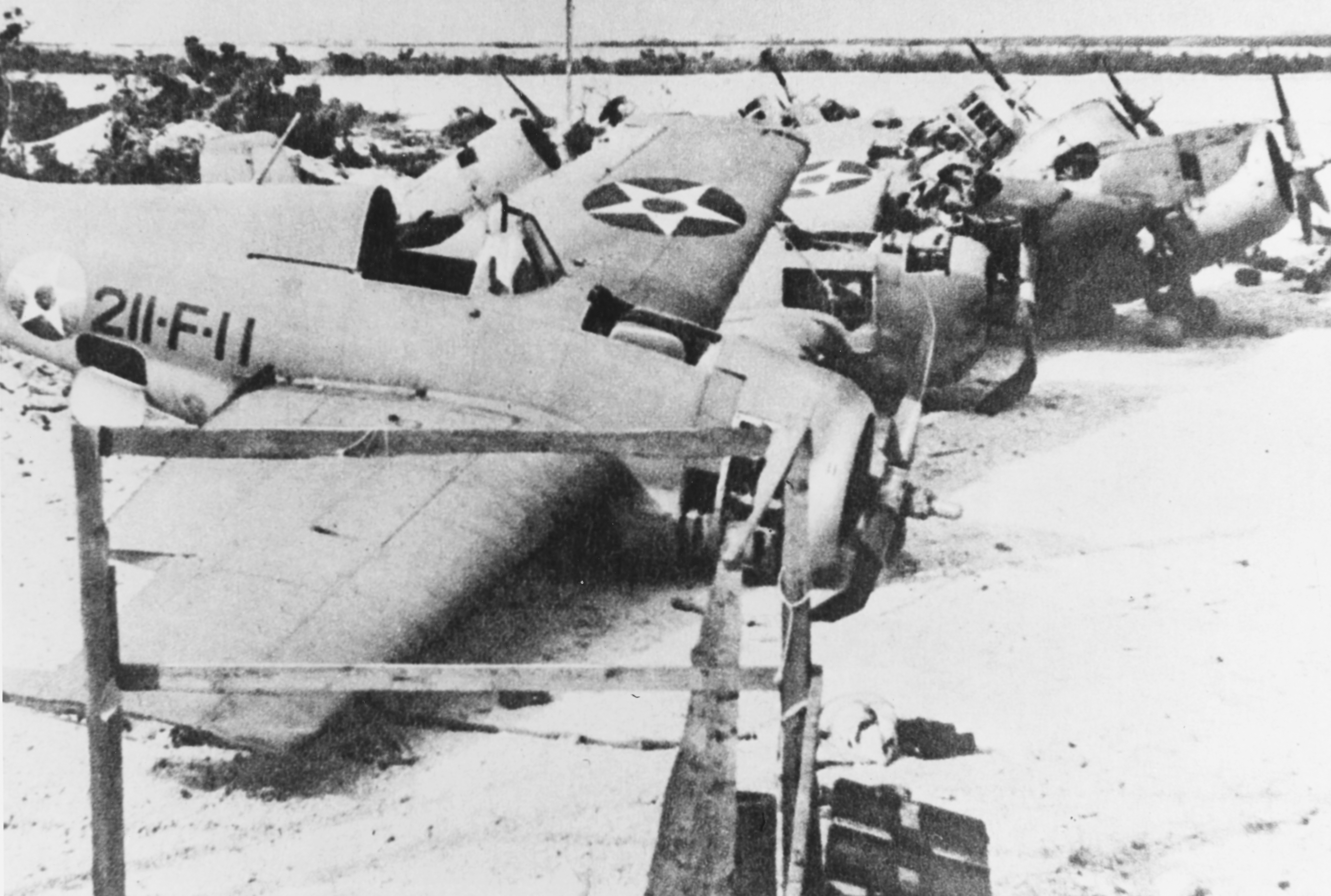
Mảnh của một chiếc máy bay Wildcat

Sáng sớm ngày 11 tháng 12, lực lượng đồn trú, với sự hỗ trợ của 4 chiếc Wildcats, đã đẩy lùi được cuộc đổ bộ đầu tiên của Lực lượng Nam Hải của Nhật Bản, bao gồm các tuần dương hạm hạng nhẹ Yubari, Tenryū, và Tatsuta; các khu trục hạm cũ thuộc lớp Mutsuki và Kamikaze (Yayoi, Mutsuki, Kisaragi, Hayate, Mochizuki và Oite), tàu ngầm cơ xưởng Jingei, hai tàu buôn vũ trang (Kinryu Maru và Kongō Maru), và hai khu trục hạm thuộc lớp Momi được cải biên thành tàu tuần tra được cấu hình lại vào năm 1941 để hạ thuỷ một tàu đổ bộ qua một đoạn đường dốc phía đuôi tàu (Tàu tuần tra số 32 và Tàu tuần tra số 33) chứa 450 lính Hải đoàn Đặc nhiệm. Các tàu ngầm Ro-65, Ro-66, và Ro-67 làm nhiệm vụ tuần tra để bảo vệ lực lượng đổ bộ.
Thuỷ quân Lục chiến Hoa Kỳ đã tấn công vào lực lượng đổ bộ bằng 6 khẩu pháo phòng thủ bờ biển 5-inch (127 mm). Thiếu tá Devereux, chỉ huy thuỷ quân lục chiến dưới quyền Cunningham, đã ra lệnh cho các pháo thủ tiếp tục duy trì hoả lực cho đến khi đối phương di chuyển trong phạm vi phòng thủ ven biển. "Khẩu đội pháo L", trên đảo Peale, đã bắn chìm Hayate ở khoảng cách 4,000 yd (3,700 m) với ít nhất hai phát bắn trúng trực tiếp vào kho đạn, khiến nó phát nổ và chìm trong vòng hai phút, trong tầm nhìn đầy đủ của lực lượng phòng thủ trên đảo. Khẩu đội pháo A tuyên bố đã bắn trúng Yubari nhiều lần, nhưng các báo cáo của Yubari không đề cập đến bất kỳ thiệt hại nào. 4 chiếc Wildcats cũng thành công trong việc đánh chìm khu trục hạm Kisaragi bằng cách thả một quả bom xuống đuôi tàu, nơi cất giữ bom chìm, cho dù một số người cho rằng quả bom đánh trúng nơi khác và gây ra vụ nổ ở giữa tàu. Do đó, hai khu trục hạm bị mất gần như tất cả thuỷ thủ (chỉ có một người sống sót, từ Hayate), với việc Hayate là tàu chiến mặt nước Nhật Bản đầu tiên trong chiến tranh. Người Nhật đã ghi nhận 407 thương vong trong cuộc tấn công đầu tiên. Lực lượng đổ bộ Nhật Bản buộc phải rút lui, chịu thất bại đầu tiên trong cuộc chiến chống lại người Mỹ.
Sau khi cuộc đột kích ban đầu bị đánh bại, truyền thông Mỹ đưa tin rằng, khi được hỏi về việc tiếp viện và tiếp tế, Chỉ huy Cunningham được cho là châm biếm, "Hãy gửi cho chúng tôi thêm người Nhật." Trên thực tế, Cunningham đã gửi một danh sách dài các thiết bị quan trọng - bao gồm súng ngắm bắn, phụ tùng thay thế và radar điều khiển hoả lực-cho cấp trên trực tiếp của mình: Tư lệnh Quân khu Hải quân 14. Nhưng cuộc bao vây và các cuộc không kích thường xuyên của Nhật Bản vào đảo Wake vẫn tiếp tục, mà không tiếp tế cho lực lượng đồn trú.

### Nỗ lực tiếp viện của Hải quân Mỹ đã bị huỷ bỏ
Lực lượng Đặc nhiệm 14 (TF-14) của Phó Đô đốc Fletcher được giao nhiệm vụ hỗ trợ đảo Wake trong khi Lực lượng Đặc nhiệm 11 (TF-11) của Phó Đô đốc Brown thực hiện một cuộc không kích vào đảo Jaluit thuộc quần đảo Marshall để đánh lạc hướng. Lực lượng đặc nhiệm thứ ba, dưới quyền chỉ huy của Phó Đô đốc Halsey, với tàu sân bay USS Enterprise là chủ lực được giao nhiệm vụ hỗ trợ hai lực lượng đặc nhiệm khi Sư đoàn Hàng không mẫu hạm 2 Nhật Bản (第二航空戦隊) vẫn ở trong khu vực hoạt động, gây ra một rủi ro đáng kể.
Lực lượng Đặc nhiệm 14 bao gồm hàng không mẫu hạm Saratoga, tàu chở dầu hạm đội Neches, tàu chở thuỷ phi cơ Tangier, ba tuần dương hạm hạng nặng (Astoria, Minneapolis, và San Francisco), và 8 khu trục hạm (Selfridge, Mugford, Jarvis, Patterson, Ralph Talbot, Henley, Blue, và Helm). Đoàn tàu vận tải mang theo Tiểu đoàn Phòng thủ Thuỷ quân Lục chiến 4 (Khẩu đội F, với 4 khẩu pháo phòng không 3-inch, và Khẩu đội B, với 2 khẩu pháo 5-inch/51) và phi đội tiêm kích VMF-221, được trang bị máy bay tiêm kích Brewster F2A-3 Buffalo, cùng với 3 bộ thiết bị Điều khiển hoả lực hoàn chỉnh cho các khẩu đội pháo phòng không 3-inch đã có mặt trên đảo, cộng với các công cụ và phụ tùng; phụ tùng thay thế cho pháo phòng thủ bờ biển 5-inch và thiết bị điều khiển hoả lực thay thế; 9,000 viên đạn 5-inch, 12,000 viên đạn 3-inch (76 mm), và 3 triệu viên đạn .50-inch (12.7 mm); đội súng máy và các nhân viên phục vụ, hỗ trợ của Tiểu đoàn Phòng thủ 4; Biệt đội VMF-221 (với những chiếc máy bay được đưa lên Saratoga); cũng như một radar phòng không SCR-270 và một radar điều khiển hoả lực SCR-268 cho pháo 3-inch, và một lượng lớn đạn dược cho súng cối và các vũ khí nhỏ khác của tiểu đoàn.
Lực lượng Đặc nhiệm 11 (TF-11) bao gồm hàng không mẫu hạm Lexington, tàu chở dầu hạm đội Neosho, 3 tuần dương hạm hạng nặng (Indianapolis, Chicago và Portland), và 9 khu trục hạm thuộc Hải đội Khu trục 1 (Soái hạm Phelps của Hải đội cùng với Dewey, Hull, MacDonough, Worden, Aylwin, Farragut, Dale, và Monaghan).
Vào lúc 21:00 ngày 22 tháng 12, sau khi nhận được thông tin cho thấy sự hiện diện của hai tàu sân bay Nhật Bản và hai thiết giáp hạm nhanh (thực chất là tuần dương hạm hạng nặng) gần đảo Wake, Phó Đô đốc William S. Pye-Quyền Tổng Tư lệnh Hạm đội Thái Bình Dương Hoa Kỳ-ra lệnh cho Lực lượng Đặc nhiệm 14 quay trở về Trân Châu Cảng.

## Cuộc tấn công lần thứ hai
Sức kháng cự của lực lượng đồn trú trên đảo đã thúc đẩy Hải quân Nhật Bản tách Sư đoàn Hàng không Mẫu hạm 2 (Sōryū và Hiryū) cùng với các tàu hộ tống của nó là Sư đoàn Tuần dương hạm 8 (Chikuma và Tone), và Sư đoàn Khu trục hạm 17 (Tanikaze and Urakaze), tất cả đều được làm mới kể từ sau cuộc tấn công Trân Châu Cảng; cũng như Sư đoàn Tuần dương hạm 6 (Kinugasa, Aoba, Kako, và Furutaka), khu trục hạm Oboro, tàu chở thuỷ phi cơ Kiyokawa Maru, và tàu vận tải/rải mìn Tenyo Maru từ cuộc xâm lược Guam; và Sư đoàn Khu trục hạm 29 (Asanagi và Yūnagi) từ cuộc xâm chiếm quần đảo Gilbert, để hỗ trợ cho cuộc tấn công. Lực lượng đổ bộ thứ hai của Nhật Bản đến vào ngày 23 tháng 12, bao gồm hầu hết các con tàu từ cuộc tấn công đầu tiên cộng với 1,500 lính thuỷ đánh bộ Nhật Bản. Cuộc đổ bộ bắt đầu vào lúc 02:35; sau một cuộc bắn phá sơ bộ, quân Nhật đổ bộ lên các điểm khác nhau trên đảo san hô. Họ ngay lập tức phải đối mặt với sự kháng cự bởi một khẩu pháo "3" inch do Trung uý Robert Hanna. Khẩu pháo của ông đã phá huỷ các tàu khu trục cũ là Tàu tuần tra số 32 và Tàu tuần tra số 33. Thuỷ quân lục chiến Nhật Bản đã bỏ qua các vị trí súng máy và tấn công sân bay. Trong khi đó, một đại đội thuỷ quân lục chiến của Lực lượng Đổ bộ Hải đoàn Đặc nhiệm Nhật Bản đã đổ bộ lên đảo Wilkes. Họ đã tiến vào đất liền, cho đến khi họ gặp phải một cuộc phản công mạnh mẽ từ quân Mỹ do Đại uý Platt chỉ huy, đã gây ra thương vong nặng nề cho quân Nhật và buộc họ phải rút lui về khu vực đổ bộ của mình. Sau cuộc giao tranh ác liệt, lực lượng thuỷ quân lục chiến bảo vệ sân bay rút về một phòng tuyến cuối cùng ở phía đông bắc sân bay. Một nhóm gồm 100 lính thuỷ đánh bộ SNLF đã xâm nhập vào vị trí này và tấn công, cuối cùng buộc lực lượng đồn trú trên đảo phải đầu hàng.
Thuỷ quân Lục chiến Hoa Kỳ có 49 người chết, 2 người mất tích, và 49 người bị thương trong cuộc bao vây kéo dài 15 ngày, trong khi 3 nhân viên Hải quân Hoa Kỳ và ít nhất 70 thường dân Hoa Kỳ bị giết, bao gồm 10 người Chamorros và 12 thường dân bị thương. 433 nhân viên Hoa Kỳ bị bắt giữ. Người Nhật đã bắt giữ tất cả những người còn lại trên đảo. phần lớn trong số họ là các nhà thầu dân sự làm việc cho Công ty Morrison-Knudsen.
Tổn thất của Nhật Bản là 144 người thương vong, 140 SNLF và thương vong của Lục quân cùng với 4 người khác trên tàu. Ít nhất có 28 máy bay hoạt động trên đất liền và trên tàu sân bay cũng bị bắn rơi hoặc bị hư hại.
Đại uý Henry T. Elrod, một trong những phi công của VMF-211, đã được trao tặng Huân chương Danh dự vì những hành động dũng cảm của ông trên đảo: ông đã bắn hạ 2 chiếc G3M Nell của Nhật Bản, đánh chìm khu trục hạm Nhật Bản Kisaragi và chỉ huy lực lượng bộ binh sau khi không còn máy bay Mỹ nào có thể bay được. Một vật trang trí quân sự đặc biệt, Thiết bị đảo Wake, được gắn vào Huân chương Viễn chinh Hải quân hoặc Huân chương Viễn chinh Thuỷ quân Lục chiến, được lập ra để tôn vinh những người đã chiến đấu trong việc bảo vệ hòn đảo.
Linh thuỷ đánh bộ duy nhất thoát khỏi sự bắt giữ trên đảo Wake là Trung tá Walter Bayler, người đã khởi hành trên một chiếc PBY Catalina của Hải quân Hoa Kỳ vào ngày 20 tháng 12. Do đó, ông đã có thể kể lại chính xác những diễn biến thực tế trên đảo Wake cho báo chí truyền thông và người dân Mỹ, đồng thời cung cấp hình ảnh và bản đồ của hòn đảo. Anh ta cũng được đăng trên một tạp chí toàn quốc về vụ tấn công. Lý do duy nhất khiến Bayler có thể rời đảo Wake là vì anh ấy là một kỹ thuật viên vô tuyến, và do đó các dịch vụ và khả năng của anh ấy rất cần thiết ở những nơi khác. Do đó, anh ta rời đi trong chiếc máy bay duy nhất có sẵn.

## Nhật Bản chiếm đóng đảo Wake
Lo sợ một cuộc xâm lược sắp xảy ra, người Nhật đã củng cố đảo Wake với khả năng phòng thủ mạnh hơn. Những tù binh người Mỹ bị bắt lao động khổ sai để xây dựng một loạt các bunker và công sự trên đảo Wake. Người Nhật mang theo 4 khẩu pháo hải quân 8 inch (200 mm) thường được báo cáo không chính xác là đã bị bắt ở Singapore. Hải quân Hoa Kỳ đã tiến hành phong toả hòn đảo bằng tàu ngầm thay vì lên kế hoạch tái chiếm hòn đảo. Kết quả là quân Nhật bị bỏ đói dẫn đến việc họ săn lùng một loài chím đặc hữu chỉ sinh sống trên đảo Wake đã dẫn đến việc loài này bị tuyệt chủng.
Vào ngày 24 tháng 2 năm 1942, các máy bay từ tàu sân bay Enterprise đã tấn công vào lực lượng đồn trú Nhật Bản trên đảo Wake. Các lực lượng Hoa Kỳ đã ném bom hòn đảo theo định kỳ từ năm 1942 cho đến khi Nhật Bản đầu hàng vào năm 1945. Vào ngày 24 tháng 7 năm 1943, những chiếc B-24 Liberators dưới quyền chỉ huy của Trung uý Jesse Stay thuộc Phi đội 42 (Liên đội Ném bom 11) của Không lực Hoa Kỳ, quá cảnh từ đảo Midway, tấn công lực lượng đồn trú Nhật Bản trên đảo Wake. Ít nhất có hai người từ cuộc không kích đó được trao tặng Huân chương Chữ thập Bay Xuất xắc cho những nỗ lực của họ. George H. W. Bush (sau này là vị tổng thống đời thứ 41 của Hoa Kỳ) cũng thực hiện nhiệm vụ chiến đấu đầu tiên của mình với tư cách là một phi công hải quân trên đảo Wake. Sau đó, Wake thỉnh thoảng bị không kích nhưng không bao giờ tấn công hàng loạt.

### Tội ác chiến tranh
Xem thêm: Tội ác chiến tranh của Nhật Bản.
Vào ngày 5 tháng 10 năm 1943, các máy bay Mỹ xuất phát từ Lexington tiến hành không kích hòn đảo. Hai ngày sau, Đại uý Hải quân Nhật Bản Shigematsu Sakaibara ra lệnh chặt đầu một thường dân Mỹ bị bắt quả tang ăn cắp. Ông và 97 người khác ban đầu được giữ lại để thực hiện lao động cưỡng bức. Lo sợ một cuộc xâm lược có thể xảy ra, Sakaibara đã ra lệnh giết hết tất cả. Họ bị đưa đến phía bắc hòn đảo, bịt mắt và bị hành quyết bằng súng máy. Một trong những tù nhân (chưa biết họ tên) đã trốn thoát, dường như quay trở lại địa điểm này để khắc một thông điệp "98 US PW 5-10-43" trên một tảng đá san hô lớn gần nơi các nạn nhân đã được chôn cất vội vàng trong một ngôi mộ tập thể. Người Mỹ vô danh đã bị bắt, và Sakaibara đích thân chặt đầu anh ta bằng một thanh katana. Dòng chữ trên đá cho đến ngày nay vẫn có thể được nhìn thấy và là một địa danh lịch sử của đảo Wake.
Vào ngày 4 tháng 9 năm 1945, lực lượng đồn trú Nhật Bản còn lại đầu hàng trước một đơn vị Thuỷ quân Lục chiến Hoa Kỳ dưới quyền chỉ huy của Chuẩn tướng Lawson H. M. Sanderson, với việc bàn giao quyền kiểm soát hòn đảo chính thức diễn ra trong một buổi lễ ngắn trên khu trục hạm hộ tống Levy. Trước đó, lực lượng đồn trú nhận được tin rằng Đế quốc Nhật Bản sắp bị đánh bại, vì vậy ngôi mộ tập thể đã nhanh chóng được khai quật và xương được chuyển đến nghĩa trang Hoa Kỳ đã được thành lập trên Peacock Point sau cuộc xâm lược, với những cây thánh giá bằng gỗ được dựng lên để chuẩn bị cho sự xuất hiện dự kiến của lực lượng Hoa Kỳ. Trong các cuộc thẩm vấn ban đầu, người Nhật tuyên bố rằng 98 người Mỹ còn lại trên đảo hầu hết đã thiệt mạng bởi một cuộc ném bom của Mỹ, mặc dù một số người đã trốn thoát và chiến đấu đến chết sau khi bị dồn vào bãi biển ở cuối phía bắc hòn đảo. Một số sĩ quan Nhật Bản bị giam giữ tại Mỹ đã tự sát về vụ việc, để lại những tuyên bố bằng văn bản buộc tội Sakaibara. Sakaibara và cấp dưới của ông, Trung tá Tachibana, sau đó đã bị kết án tử hình vì các tội ác chiến tranh. Sakaibara bị xử từ bằng hình thức treo cổ ở Guam vào ngày 19 tháng 6 năm 1947, trong khi bản án của Tachibana được giảm xuống còn tù chung thân. Hài cốt của những thường dân bị sát hại đã được khai quật và cải táng tại Khu G của Nghĩa trang Tưởng niệm Quốc gia Thái Bình Dương, thường được gọi là Miệng núi lửa Punchbowl, trên Honolulu.